# Campagnolo

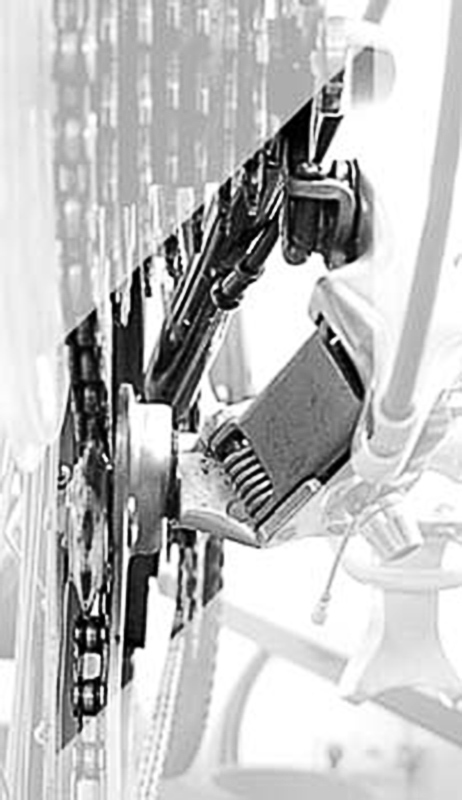
Tylna przerzutka C-Record

Campagnolo (wym. [kampaɲˈɲɔlo]) – włoski producent części rowerowych. Główny zakład mieści się we Włoszech, w mieście Vicenza. Komponenty są ułożone w grupy sprzętowe, na które się składają prawie wszystkie części rowerowe.
Sztandarową grupą komponentów jest Super Record, Record, Chorus, Athena, które reprezentują niedawną zmianę na 11-rzędowy napęd. Grupy Chorus i Record są nieco droższe od ich odpowiedników, Ultegra i Dura-Ace, firmy Shimano.
Założona przez Tullio Campagnolo firma zaczęła produkcję w 1933 w małym sklepie w Vicenzy. Założyciel był wschodzącą gwiazdą kolarstwa we Włoszech, w latach 20. XX w. wprowadził wiele innowacyjnych pomysłów w świat części rowerowych. Niektóre z nich później stały się podstawowymi elementami roweru jak szybkozamykacz dla kół, przerzutki i opatentowany bieg rod do zmieniania biegów, który stał się zalążkiem dla tylnej przerzutki. Gino Bartali zrobił na zawodnikach ogromne wrażenie, kiedy wygrał górskie wyścigi, używając systemu przerzutek Campagnolo.
Pomimo opóźnienia w innowacjach takich jak rozwój indeksowanych przełożeń oraz klamkomanetek w latach 80., Campagnolo przedstawił system przełożeń Ergopower, który nadal jest produkowany i używany. Campagnolo udostępnia części zamienne do swoich produktów, przez co w razie awarii sprzętu można bez problemu wymienić niedziałającą część. Produkty Campagnolo zawsze były cenione za swój potencjał do odbudowy. Wiele starych części jest ciągle w użyciu.
W późnych latach 90. i w początku XXI w. Campagnolo zaczyna używać karbonowych części w swoich grupach i rozwija swoje zestawy kół. W 2004 Campagnolo zaprezentowało kompaktową korbę, która posiadała przednie tarcze o mniejszej liczbie zębów, co pozwalało na używanie bardziej miękkich przełożeń przy tej samej konfiguracji kasety. Campagnolo obecnie rozwija systemy elektronicznej zmiany biegów.
Aktualnie Campagnolo skupia się wyłącznie na kolarstwie szosowym i torowym. Główny konkurent włoskiej firmy, japońskie Shimano, produkuje części szosowe, torowe i górskie. Campagnolo sponsoruje wiele czołowych kolarskich drużyn w UCI ProTour, takich jak Caisse d’Epargne-Illes Balears, Cofidis, Lampre-Fondital, Saunier Duval-Prodir i Liberty Seguros-Würth. Campagnolo jest często wiązane ze zwycięstwami Eddiego Merckxa, który był w ścisłych stosunkach z Tullio Campagnolo i używał części Campagnolo prawie przez całą zawodową karierę.

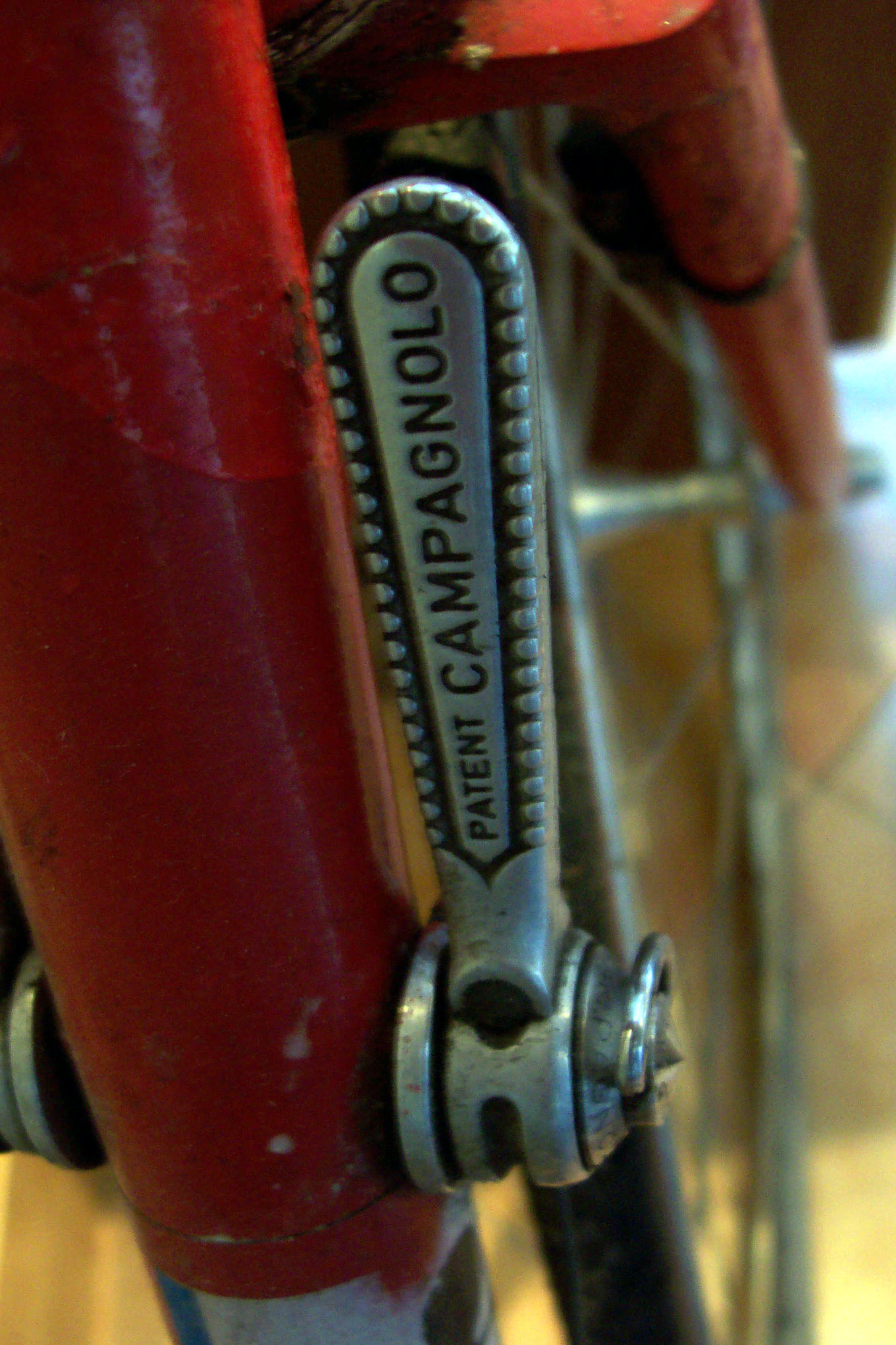
Manetka mocowana na dolnej rurze ramy

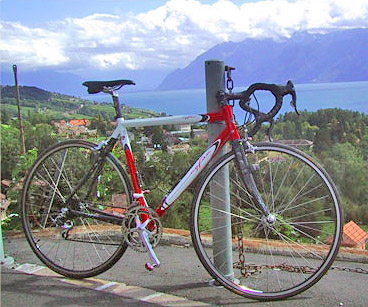
Rower szosowy zbudowany na osprzęcie Campagnolo Chorus

Campagnolo jest także znane jako producent aluminiowych kół samochodowych dla egzotycznych modeli aut, wysokiej jakości otwieraczy do butelek wina oraz odzieży narciarskiej.

## Historia
| Rok  | Wydarzenie |
| ---- | --- |
| 1901 | Narodziny Tullia Campagnola 26 sierpnia w Vicenzy we Włoszech. |
| 1922 | Tullio Campagnolo rozpoczyna karierę kolarską. |
| 1930 | Campagnolo opantentowuje piastę z szybkozamykaczem. |
| 1933 | Po zrobieniu pierwszych części na zapleczu sklepu narzędziowego swojego ojca, Tullio zakłada Campagnolo S.p.A produkującą piasty z szybkozamykaczem.                                                                                    |
| 1940 | Tullio po raz pierwszy zatrudnia pracowników na pełny etat. Pierwsza wyprodukowana przerzutka umożliwia cykliście zmianę biegu bez wyjmowania koła. Wszystkie części przerzutki są ręcznie wykonywane, co wymaga wiele czasu i wysiłku. |
| 1949 | Campagnolo przedstawia swoją pierwszą równoległoboczną tylną przerzutkę Gran Sport. |
| 1956 | Campagnolo przedstawia swoją pierwszą równoległoboczną przednią przerzutkę. |
| 1963 | Przedstawienie tylnej przerzutki Record. |
| 1966 | Przedstawienie tylnej przerzutki Nuovo Record. Przerzutka była użyta w rowerach Eddiego Merckksa podczas jego pierwszych czterech zwycięstw w Tour de France.                                                                           |
| 1973 | Przedstawienie szosowych i torowych grup Super Record. Były one przedstawiane jako najlepsze części na rynku, dopóki nie wprowadzono indeksowego systemu zmiany biegów w 1984.                                                          |
| 1983 | Tullio Campagnolo umiera 3 lutego. |
| 1985 | Campagnolo tworzy hamulce Delta, unikatowy rodzaj hamulców, które używały równoległobocznego wiązania do poruszania hamulcem. |
| 1986 | Przedstawienie przeprojektowanych szosowych i torowych grup Record (także znane jako C-Record), zastępując grupę Super Record. |
| 1987 | Ostatni rok produkcji grupy Super Record. |
| 1989 | Campagnolo przedstawia swoje pierwsze grupy osprzętu dla rowerów górskich. Campagnolo wycofuje się z rynku osprzętu górskich rowerów w 1994, gdyż ich komponenty nie są tak popularne jak osprzęt Shimano czy SunTour.                  |
| 1992 | Przedstawienie klamkomanetek Ergo Power, łączące funkcje manetki i hamulca, w odpowiedzi na shimanowskie klamkomanetki STI. |
| 1993 | Produkcja hamulców Delta zostaje przerwana. |
| 1997 | Ogłoszenie 9-biegowej zmiany biegów. |
| 1998 | Przedstawienie następnej generacji klamkomanetek Ergo i ostatni rok Atheny. |
| 1999 | Przedstawienie karbonowych klamkomanetek Record Carbon Ergo. |
| 2000 | Ogłoszona zostaje 10-biegowa zmiana biegów. |
| 2002 | Przedstawienie karbonowych klamkomanetek grupy Record. |
| 2004 | Przedstawienie karbonowych korb w grupach Record i Chorus. |
| 2005 | Przedstawienie 10-biegowych klamkomanetek Centaur i Chorus dla prostych kierownic szosowych. |
| 2006 | Przedstawienie swojej koncepcji korby ze zintegrowana osią oraz zewnętrznymi łożyskami. |
| 2007 | Przedstawienie 10-biegowej grupy Mirage i Xenon, nowe części Ultra-Torque. Nowe trzyrzędowe grupy Comp Triple, Race Triple i Champ Triple.                                                                                              |
| 2008 | Przedstawienie 11-biegowych grup Super-Record, Record oraz Chorus. |
| 2009 | Przedstawienie 11-biegowej grupy Athena, najwyższej grupy dostępnej w srebrnym wykończeniu. |
| 2011 | Pierwsze wykorzystanie elektrycznej wersji grupy Super-Record na Tour de France |
| 2013 | Wyprodukowano specjalną grupę na 80-lecie. |
| 2014 | Pojawia się grupa Super Record RS dzięki współpracy z zawodowcami. |
| 2015 | Athena EPS nie jest już produkowana, Chorus EPS pojawia się na rynku. |

## Obecne produkty
Lista grup osprzętu Campagnolo 2008:
- Torowe
  - Record Pista – aluminiowy korbowód
- Szosowe dwurzędowe
  - Super Record – karbonowy korbowód
  - Record – karbonowy korbowód
  - Chorus – karbonowy korbowód
  - Centaur – aluminiowy korbowód
  - Veloce
  - Mirage
  - Xenon
- Szosowe trzyrzędowe
  - Champ Triple
  - Race Triple
  - Comp Triple

W grupie 2007, korby Record i Chorus Ultra Torque są dostępne tylko z karbonu, a korby Centaur Ultra Torque z aluminium.
Wszystkie komponenty z grup 2007, włączając w to najtańszą i najmniej profesjonalną grupę Xenon są teraz 10-biegowe. Grupy Centaur, Veloce, Mirage i Xenon są teraz wyposażone w nowy mechanizm pod nazwą Escape, pozwalający na zrzucanie jednorazowo 1, 2 lub 3 tylnych zębatek oraz wrzucanie jednej zębatki. Klamkomanetki Centaur mają już elementy karbonowe, co dotychczas było zarezerwowane tylko dla wyższych grup. Dodatkowo tylna przerzutka Centaur została także wyposażana w karbonowe elementy. Xenon będzie dostępny tylko w wersji z kompaktową korbą. Wprowadzono też nowe trzyrzędowe grupy sprzętowe: Comp Triple, Race Triple i Champ Triple.
10-biegowe części Campagnolo generalnie są kompatybilne ze starszymi 9-biegowymi częściami; np. manetki Chorus mogą współpracować z tylną przerzutką Veloce. Wyjątkami są korbowody oraz suporty. Korbowody Record i Chorus mogą być tylko użyte z odpowiednimi suportami. Korbowody i suporty Centaur, Veloce, Mirage i Xenon są ze sobą kompatybilne.

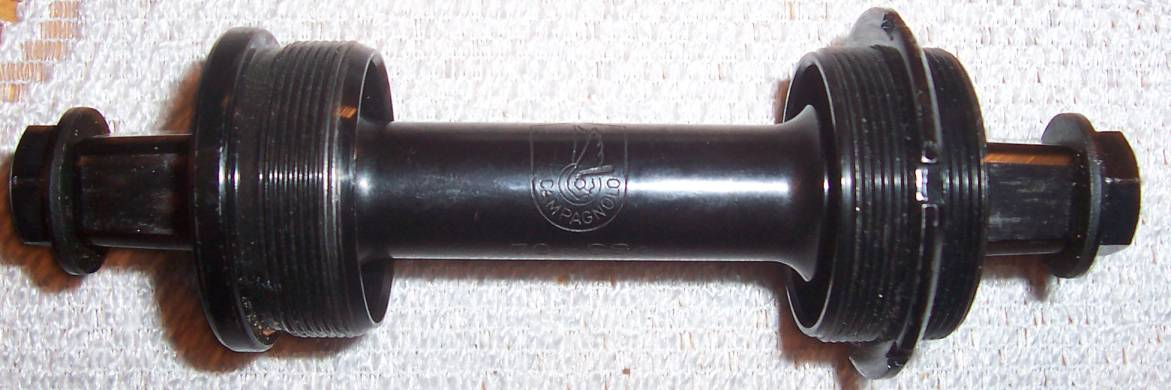
Gwintowany suport Campagnolo

Campagnolo także produkuje koła rowerowe.
- Niskoprofilowane
  - Hyperon
  - Neutron
  - Proton
- Średnioprofilowane
  - Eurus
  - Zonda
  - Scirocco
  - Vento
  - Khamsin
- Wysokoprofilowane
  - Bora
  - Ghibli

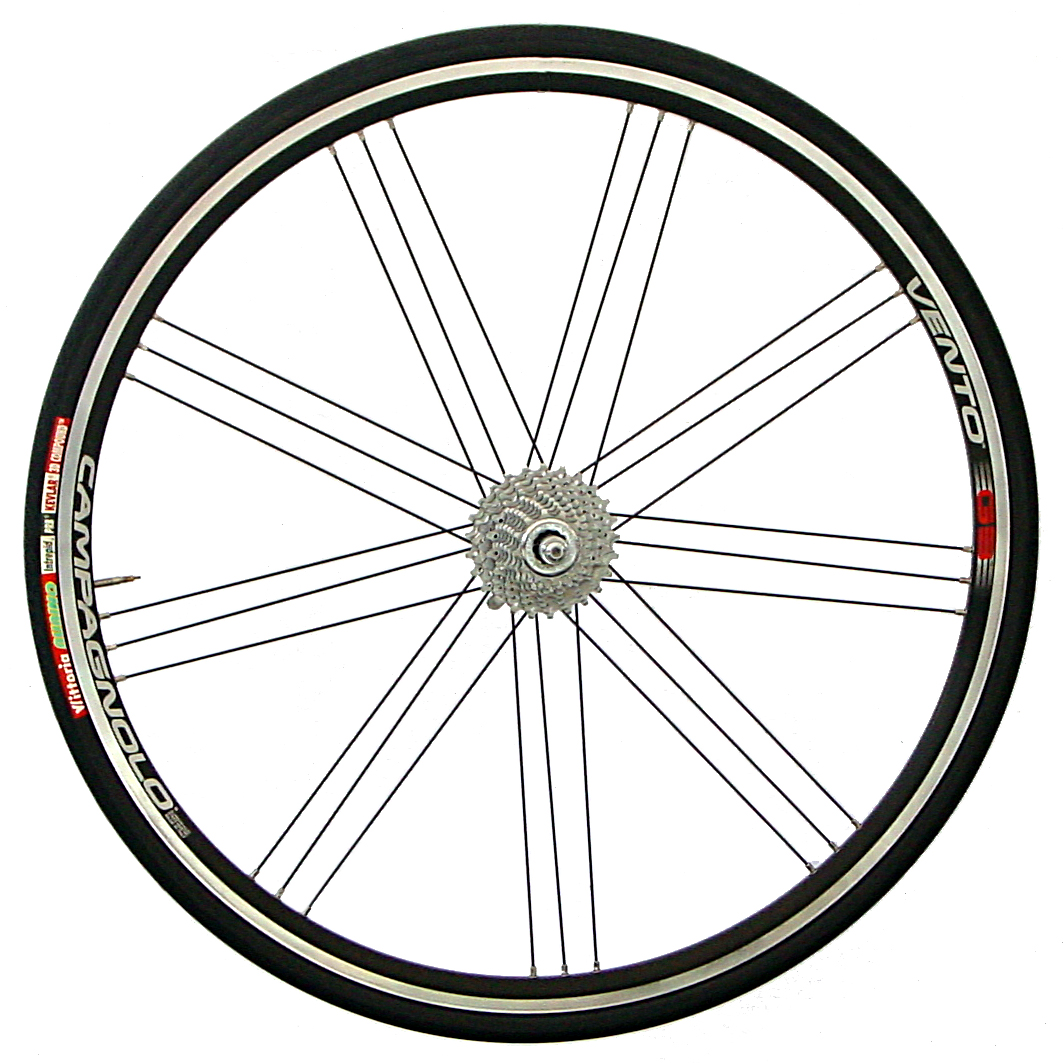
Tylne koło Campagnolo Vento

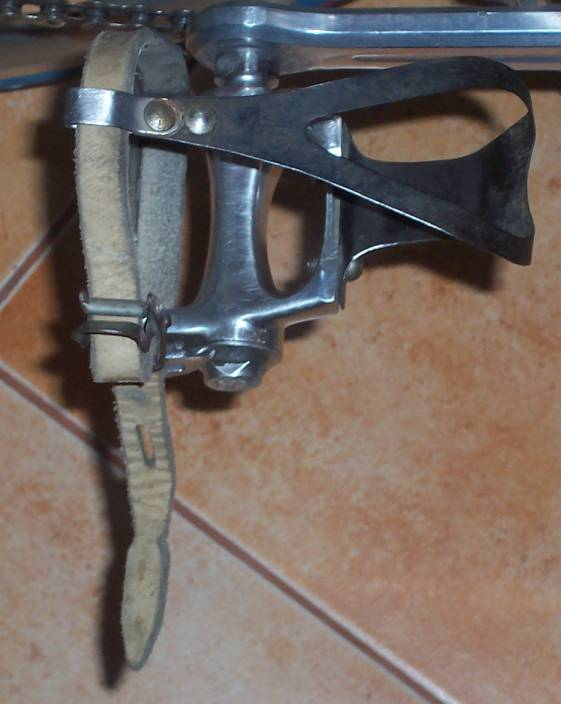
Pedał szosowy Campagnolo z metalowym noskiem i skórzanym paskiem

Dodatkowo, Fulcrum Wheels jest firmą należącą do Campagnolo, która produkuje koła zgodne z systemami kaset zarówno Campagnolo, jak i Shimano.
ErgoBrain jest licznikiem rowerowym kompatybilnym z klamkomanetkami Ergo. Wyświetla kadencję, aktualne przełożenie oraz ma zwykłe funkcje licznika.

## Lista zwycięzcówTour de Franceużywających sprzętu Campagnolo
| Rok  | Imię i nazwisko | Państwo           |
| ---- | --------------- | ----------------- |
| 1968 | Jan Janssen     | Holandia          |
| 1969 | Eddy Merckx     | Belgia            |
| 1971 | Eddy Merckx     | Belgia            |
| 1972 | Eddy Merckx     | Belgia            |
| 1973 | Luis Ocaña      | Hiszpania         |
| 1974 | Eddy Merckx     | Belgia            |
| 1976 | Lucien Van Impe | Belgia            |
| 1978 | Bernard Hinault | Francja           |
| 1979 | Bernard Hinault | Francja           |
| 1980 | Joop Zoetemelk  | Holandia          |
| 1981 | Bernard Hinault | Francja           |
| 1982 | Bernard Hinault | Francja           |
| 1984 | Laurent Fignon  | Francja           |
| 1985 | Bernard Hinault | Francja           |
| 1986 | Greg LeMond     | Stany Zjednoczone |
| 1987 | Stephen Roche   | Irlandia          |
| 1988 | Pedro Delgado   | Hiszpania         |
| 1991 | Miguel Induráin | Hiszpania         |
| 1992 | Miguel Induráin | Hiszpania         |
| 1993 | Miguel Induráin | Hiszpania         |
| 1994 | Miguel Induráin | Hiszpania         |
| 1995 | Miguel Induráin | Hiszpania         |
| 1996 | Bjarne Riis     | Dania             |
| 1997 | Jan Ullrich     | Niemcy            |
| 1998 | Marco Pantani   | Włochy            |
| 2006 | Óscar Pereiro   | Hiszpania         |
| 2014 | Vincenzo Nibali | Włochy            |